# Kamen Rider: Battride War
 (mars 2019).
Si vous disposez d'ouvrages ou d'articles de référence ou si vous connaissez des sites web de qualité traitant du thème abordé ici, merci de compléter l'article en donnant les références utiles à sa vérifiabilité et en les liant à la section « Notes et références ».
Kamen Rider: Battride War (仮面ライダー　バトライド・ウォー, Kamen Raidā Batoraido Wō) est un jeu vidéo de type beat them all basé sur la franchise Kamen Rider sorti le 23 mai 2013. Le jeu propose de jouer avec les Riders de l'ère Heisei, de Kuuga jusqu'à Wizard alors que ceux de l'ère Showa seront disponibles en DLC. Tel les Dynasty Warriors le joueur pourra contrôler un des Rider pour combattre des hordes d'ennemies à pied ou à moto afin de revivre les moments importants de chaque séries.
Il a pour suite Kamen Rider: Battride War II.

## Personnages

### Jouables
Voici la liste des personnages jouables ainsi que des formes qu'ils peuvent prendre :
- Kamen Rider Kuuga (Mighty, Dragon, Pegasus, Titan, Rising Mighty, Rising Dragon, Rising Pegasus, Rising Titan, Amazing Mighty, Ultimate)
- Kamen Rider Agito (Ground, Storm, Flame, Burning, Shining)
- Kamen Rider Ryuki (Normal, Survive)
- Kamen Rider Faiz (Normal, Blaster)
- Kamen Rider Blade (Normal, Jack, King)
- Kamen Rider Hibiki (Normal, Kurenai, Armed)
- Kamen Rider Kabuto (Masked, Rider, Hyper)
- Kamen Rider Den-O (Sword, Rod, Ax, Gun, Climax, Liner)
- Kamen Rider Kiva (Kiva, Garulu, Basshaa, Dogga, Dogabaki, Emperor)
- Kamen Rider Decade ('Kamen Ride' Kuuga → Decade, Complete)
- Shoutarou : Kamen Rider W (Cyclone/Heat/Luna | Joker/Metal/Trigger, CycloneJokerXtreme)
- Phillip : Kamen Rider W FangJoker
- Kamen Rider Accel (Normal, Booster, Trial)
- Kamen Rider OOO (Tatoba, Gatakiriba, Latorartar, Sagohzo, Tajadol, Shauta, Putotyra)
- Kamen Rider Birth
- Kamen Rider Fourze (Base, Elek, Fire, Magnet, Cosmic)
- Kamen Rider Meteor (Normal, Meteor Storm)
- Kamen Rider Wizard (Flame, Water, Hurricane, Land, Flame Dragon, Water Dragon, Hurricane Dragon, Land Dragon, All Dragon)
- Kamen Rider Wizard Infinity Style (DLC gratuit)
- Kamen Rider Beast (Normal, Falco, Buffa, Dolphi, Chameleo)
- Kamen Rider Beast Hyper (DLC gratuit)

### Non jouables
- Kamen Rider G3-X
- Kamen Rider Odin
- Kamen Rider Knight
- Kamen Rider Kaixa
- Kamen Rider Garren
- Kamen Rider Ibuki
- Kamen Rider Gatack
- Kamen Rider Zeronos
- Kamen Rider NEW Den-O
- Kamen Rider IXA
- Kamen Rider Dark Kiva
- Kamen Rider DiEnd
- Kamen Rider Skull
- Kamen Rider Eternal

## Musiques
Les Kamen Rider Girls interprètent une chanson inédite pour le jeu "Go get 'em".

De plus une édition limitée (Premium TV Sound Edition) proposera 30 chansons provenant des séries :
- Kamen Rider Kuuga ! (Kuuga)
- Senshi (Kuuga)
- Kamen Rider AGITO (Agito)
- DEEP BREATH (Agito)
- Alive A life (Ryuki)
- Hatenaki Inochi (Ryuki)
- Justiφ‘s (Faiz)
- The people with no name (Faiz)
- Round ZERO~BLADE BRAVE (Blade)
- ELEMENTS (Blade)
- Kagayaki (Hibiki)
- Shônen Yo (Hibiki)
- NEXT LEVEL (Kabuto)
- FULL FORCE (Kabuto)
- Climax Jump (Den-O)
- Double-Action Sword Form (Den-O)
- Break the Chain (Kiva)
- Supernova (Kiva)
- Journey through the Decade (Decade)
- DECADE (Decade)
- Ride the Wind (Decade)
- W-B-X ~W-Boiled Extreme~ (W)
- Extreme Dream (W)
- Anything Goes ! (OOO)
- Time judged all (OOO)
- Switch On ! (Fourze)
- ENDLESS PLAY (Fourze)
- Life is SHOW TIME (Wizard)
- Just The Beginning (Wizard)
- BEASTBITE (Wizard)